# Tiếng Khmer
Tiếng Khmer (thông tục: ភាសាខ្មែរ [pʰiə.saː kʰmae], trang trọng hơn: ខេមរភាសា [kʰeː.maʔ.raʔ.pʰiə.saː]), cũng gọi là tiếng Campuchia là ngôn ngữ của người Khmer và là ngôn ngữ chính thức của Campuchia. Với chừng 16 triệu người nói, đây là ngôn ngữ phổ biến thứ hai trong ngữ hệ Nam Á (sau tiếng Việt). Tiếng Khmer được ảnh hưởng một cách đáng kể bởi tiếng Phạn và Pali qua Ấn Độ giáo và Phật giáo, đặc biệt trong phạm vi ngôn ngữ hoàng gia và tôn giáo. Tiếng Khmer thông tục có tác động và cũng bị ảnh hưởng một phần nhỏ bởi tiếng Thái, tiếng Lào, tiếng Việt, và tiếng Chăm, ngược lại các ngôn ngữ trên cũng bị ảnh hưởng bởi tiếng Khmer do sự gần gũi địa lý và ảnh hưởng văn hóa lâu dài, tạo nên một vùng ngôn ngữ Đông Nam Á. Đây cũng là ngôn ngữ Môn–Khmer được được ghi nhận sớm nhất và có hệ chữ viết lâu đời nhất, trước tiếng Môn và rất lâu trước tiếng Việt do tiếng Khmer Cổ là ngôn ngữ của các vương quốc Chân Lạp, Angkor và Phù Nam.
Đa số người Khmer nói phương ngữ Trung Khmer, một phương ngữ Khmer của đồng bằng trung tâm nơi người Khmer tập trung. Tại Campuchia, giọng địa phương có tồn tại nhưng được xem là biến thể của Trung Khmer. Hai ngoại lệ là phương ngữ thủ đô, Phnôm Pênh, và Khmer Khe ở tỉnh Stung Treng, cả hai đều đủ khác biệt với Trung Khmer để có thể xem là những phương ngữ riêng. Ngoài Campuchia, ba phương ngữ được sử dụng bởi người Khmer địa phương mà về mặt lịch sử từng là một phần của Đế quốc Khmer. Phương ngữ Bắc Khmer được nói bởi hơn 4 triệu người tại vùng phía nam Đông Bắc Thái Lan và được vài nhà ngôn ngữ học xem là một thứ tiếng riêng. Khmer Krom, hay Nam Khmer, là ngôn ngữ thứ nhất của người Khmer tại Việt Nam có khoảng hơn 2 triệu người sử dụng. Ngôn ngữ Khmer ở Việt Nam chia làm 3 giọng riêng biệt là phương ngữ Trà Vinh một loại ngôn ngữ cổ được sử dụng từ thời Phù Nam, phương ngữ Sóc Trăng và phương ngữ của người Khmer ở các tỉnh còn lại. Còn  người Khmer ở dãy Kravanh nói một phương ngữ thể hiện những nét của tiếng Khmer Trung đại.
Tiếng Khmer chủ yếu là một ngôn ngữ phân tích, đơn lập. Không có biến tố, chia động từ hay hậu tố cách ngữ pháp. Thay vào đó, tiểu từ và trợ từ được dùng để xác định mối quan hệ ngữ pháp. Cấu trúc từ nói chung là chủ–động–tân (subject–verb–object). Có thể dùng phân loại từ (classifier) sau số khi đếm danh từ, tuy nhiên, phân loại từ không phải lúc nào cũng hiện diện như trong tiếng Trung Quốc. Trong ngôn ngữ nói, cấu trúc đề-thuyết (topic-comment) thường gặp và mối quan hệ xã hội giữa những người tham gia hội thoại xác định cách dùng từ (như đại từ và kính ngữ) khi giao tiếp.
Tiếng Khmer khác với những ngôn ngữ lân cận như tiếng Thái, tiếng Miến Điện, tiếng Lào và tiếng Việt vì nó không phải ngôn ngữ thanh điệu. Ngôn ngữ này được viết bằng chữ Khmer từ ít nhất thế kỷ thứ bảy, đây là một abugida bắt nguồn từ chữ Brāhmī, thông qua chữ chữ Pallava Nam Ấn Độ. Hệ chữ viết Khmer hình thành và được sử dụng qua hàng thế kỷ. Vì nạn mù chữ nên chỉ khoảng 79% người Campuchia biết đọc chữ Khmer.

## Phân loại
Tiếng Khmer là thành viên của ngữ hệ Nam Á, một ngữ hệ bản địa trong khu vực, phân bố từ bán đảo Mã Lai tới qua Đông Nam Á lục địa tới Đông Ấn Độ. Hệ Nam Á, gồm có cả tiếng Môn, tiếng Việt và tiếng Munda, đã được nghiên cứu từ năm 1856 và được đề xuất như một ngữ hệ vào năm 1907. Dù được nghiên cứu, vẫn có sự không rõ ràng trong mối quan hệ giữa những ngôn ngữ trong hệ này. Gérard Diffloth đặt tiếng Khmer trong nhánh đông của nhóm ngôn ngữ Môn-Khmer. Theo cách phân loại này, tiếng Khmer có quan hệ gần nhất với ngữ chi Bahnar (Ba Na) và Pear. Cách phân loại gần đây hơn nghi ngờ tính chính xác của nhóm Môn-Khmer và đặt tiếng Khmer trong nhánh của chính nó, một trong 13 nhánh của hệ.

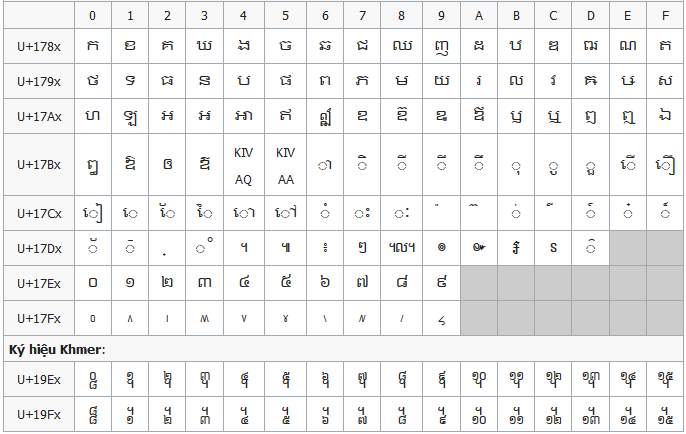
Bảng Unicode chữ Khmer.
[https://www.unicode.org/charts/PDF/U1780.pdf Official Unicode Consortium code chart Version 12.0

## Phân bố địa lý và phương ngữ

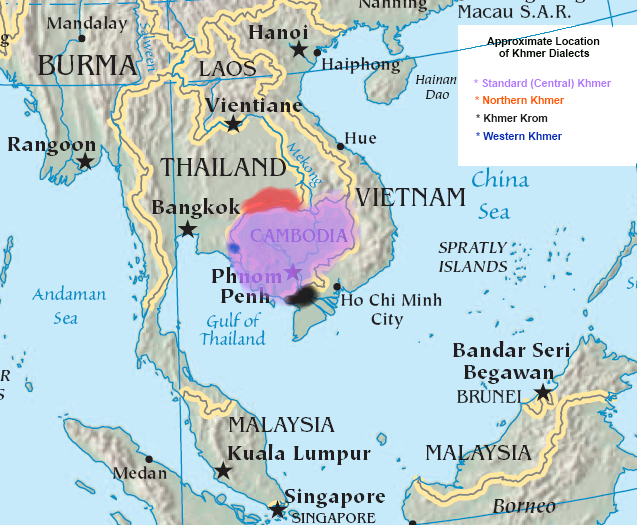
Phạm vi ước chừng nơi các phương ngữ được sử dụng.

Tiếng Khmer được nói bởi khoảng 13 triệu người ở Campuchia, nơi nó là ngôn ngữ chính thức. Nó cũng là ngôn ngữ thứ hai của đa phần các nhóm dân tộc thiểu số tại đây. Thêm vào đó, có khoảng 1 triệu người bản ngữ Khmer ở miền nam Việt Nam (ước tính 1999) và 1,4 triệu người ở đông bắc Thái Lan (2006).
Các phương ngữ Khmer, dù thông hiểu lẫn nhau, đôi khi có thể gây bối rối. Chúng gồm các phương ngữ Phnôm Pênh (thủ đô Campuchia), vùng nông thôn Battambang, vùng đông bắc Thái Lan tiếp giáp với Campuchia như tỉnh Surin, dãy Kravanh, và vùng Miền Nam Việt Nam như Trà Vinh, Sóc Trăng. Người nói tiếng Khmer Campuchia chuẩn có thể hiểu được phương ngữ khác, nhưng, ví dụ, một người Khmer Krom ở Trà Vinh sẽ gặp khó khăn lớn khi muốn giao tiếp với một người Khmer từ tỉnh Sisaket tại Thái Lan.
Lược đồ dưới đây cho thấy sự phát triển của các phương ngữ Khmer hiện đại.
- Tiếng Khmer Trung đại
  - Khmer Cardamom (Tây)
  - Trung Khmer
    - Khmer Surin (Bắc)
    - Khmer Chuẩn và phương ngữ liên quan (gồm Khmer Krom)

Tiếng Khmer Krom hay tiếng Khmer Nam là ngôn ngữ của người Khmer bản địa ở đồng bằng sông Cửu Long. Có rất ít nghiên cứu về phương ngữ này từng được công bố. Tiếng Khmer Krom có giọng điệu nói riêng biệt, có xu hướng đơn âm tiết hoá và nhiều nét khác biệt từ vựng so với tiếng Khmer chuẩn.